# 11-й Венецианский кинофестиваль
11-й Венецианский международный кинофестиваль проходил в Венеции, Италия, с 20 августа по 10 сентября, 1950 года.

## Жюри
- Марио Громо (председатель жюри, Италия),
- Умбро Аполлонио,
- Антонио Бальдини,
- Эрманно Контини,
- Пьеро Гадда Конти,
- Артуро Ланочита,
- Джан Луиджи Ронди,
- Тури Вазиле,
- Адон Зекчи (Италия)

## Конкурсная программа
- Das Vierte Gebot, режиссёр Эдуард фон Боршоди
- Свидание с удачей, режиссёр Эмиль Эдвин Райнерт
- Карусель, режиссёр Макс Офюльс
- Жизнь начинается завтра, режиссёр Николь Ведрес
- Орфей, режиссёр Жан Кокто
- Ce siècle à 50 ans, режиссёр Дениза Бачефф, Вернер Мальбран и Роланд Туаль
- Правосудие свершилось, режиссёр Андре Кайат
- Бог нуждается в людях, режиссёр Жан Деланнуа
- Frauenarzt Dr. Praetorius, режиссёр Карл Петер Гильман и Курт Гёц
- Epilog, режиссёр Хельмут Койтнер
- Синяя лампа, режиссёр Бэзил Дирден
- The Dancing Years, режиссёр Харольд Френч
- Семь дней до полудня, режиссёр Джон Боултинг и Рой Боултинг
- Give Us the Day, режиссёр Эдвард Дмитрик
- Gone to Earth, режиссёр Майкл Пауэлл и Эмерик Прессбургер
- Операция «Катастрофа», режиссёр Рой Уорд Бейкер
- Национальная тайна, режиссёр Сидни Гиллиат
- Out of Evil, режиссёр Джозеф Крумголд
- My Father’s House, режиссёр Герберт Клайн и Майер Левин
- Франциск, менестрель Божий, режиссёр Роберто Росселлини
- Стромболи, земля Божья, режиссёр Роберто Росселлини
- Легче верблюду пройти сквозь игольное ушко..., режиссёр Луиджи Дзампа
- Первое причастие, режиссёр Алессандро Блазетти
- Domani è troppo tardi, режиссёр Леонид Могай
- El hombre sin rostro, режиссёр Хуан Бустильо Оро
- Sobre las olas, режиссёр Исмаэль Родригес
- Rosauro Castro, режиссёр Роберто Гавальдон
- Don Juan, режиссёр Хосе Луис Саэнс де Эредия
- В субботу вечером, режиссёр Рафаэль Хиль
- Bara en Mor, режиссёр Альф Шёберг
- Золушка, режиссёр Клайд Джероними, Уилфред Джексон и Хэмильтон Ласки
- Once a Thief, режиссёр В. Ли Уайлдер
- Асфальтовые джунгли, режиссёр Джон Хьюстон
- Сентябрьская афера, режиссёр Уильям Дитерле
- В клетке, режиссёр Джон Кромуэлл
- Вся королевская рать, режиссёр Роберт Россен
- Паника на улицах, режиссёр Элиа Казан

## Награды
- Золотой лев: Правосудие свершилось, режиссёр Андре Кайат
- Кубок Вольпи за лучшую мужскую роль: Сэм Джаффе — Асфальтовые джунгли
- Кубок Вольпи за лучшую женскую роль: Элинор Паркер — В клетке
- Председательство в Совете премию за лучший итальянский фильм: Завтра будет слишком поздно, режиссёр Леонид Могуй.